# Lonny Price
Lonny Price (* 9. März 1959 in New York City) ist ein US-amerikanischer Schauspieler und Regisseur.

## Leben
Lonny Price begann seine Karriere als Theaterschauspieler in Off-Broadway-Produktionen. 1981 übernahm er eine Rolle in Stephen Sondheims Broadway-Produktion Merrily We Roll Along, das aber bereits nach 16 Aufführungen wieder abgesetzt wurde. Es folgten Rollen in weiteren Theater- und Musical-Produktionen. Parallel übernahm er erste Filmrollen. Einem internationalen Publikum wurde er durch seine Rolle als Neil Kellerman im Tanzfilm Dirty Dancing bekannt.
Ab den 1990er Jahren inszenierte er auch zahlreiche Theater- und Musical-Produktionen als Regisseur. Gemeinsam mit Linda Kline war er 2001 mit dem Musical A Class Act für einen Tony Award in der Kategorie Bestes Musicallibretto nominiert.
Die TV-Übertragung des von Price inszeniertem Musicals Company war bei der Primetime-Emmy-Verleihung 2008 in der Kategorie Regie für eine Varieté-, Musik- oder Comedysendung für einen Preis nominiert. Bei der Primetime-Emmy-Verleihung 2011 war er in der gleichen Kategorie für seine Regie von Sondheim! The Birthday Concert nominiert.

## Filmografie (Auswahl)
Schauspieler
- 1980: Headin' for Broadway
- 1981: Die Erwählten (The Chosen)
- 1984: Die Muppets erobern Manhattan (The Muppets Take Manhattan)
- 1987: Dirty Dancing
- 1988: Heiß auf Trab (Hot to Trot)
- 1989: Jacob Have I Loved (Fernsehfilm)
- 1992: Flodder – Eine Familie zum Knutschen in Manhattan (Flodder in Amerika!)
- 2013: 2 Broke Girls (Fernsehserie, 2 Episoden)
- 2017: Dirty Dancing (Fernsehfilm)

Regie
- 2005–2019: Live from Lincoln Center (Fernsehserie, 10 Episoden)
- 2007: Company: A Musical Comedy
- 2010: Great Performances (Fernsehserie, Folge Sondheim! The Birthday Concert)
- 2010–2011: Desperate Housewives (Fernsehserie, 5 Episoden)
- 2012–2016: 2 Broke Girls (Fernsehserie, 3 Episoden)
- 2015: The Jack and Triumph Show (Fernsehserie, 2 Episoden)
- 2021: The Bite (Miniserie, 1 Episode)
- 2021: Show of titles (Fernsehfilm)

## Bühne (Auswahl)
Schauspieler
- 1981: The Survivor
- 1981: Merrily We Roll Along (Musical)
- 1982–1983: 'Master Harold' ... And the Boys
- 1986: Rags (Musical)
- 1987: Broadway
- 1987–1988: Burn This
- 2001: A Class Act (Musical)

Regie
- 1994: Sally Marr...and her escorts
- 2001: A Class Act (Musical)
- 2003: Urban Cowboy (Musical)
- 2007: 110 in the Shade (Musical)
- 2014: Lady Day at Emerson's Bar & Grill
- 2017: Sunset Boulevard
- 2019: Scotland, PA
- 2022: Walking with Ghosts